# Mashonaland
Mashonaland er en region i det nordlige Zimbabwe. Det er hjemstedet til shona-folket.
I dag er Mashonaland opdelt i tre provinser, med en samlet befolkning på omkring 3 millioner:
- Mashonaland West
- Mashonaland Central
- Mashonaland East

17°36′S 30°36′Ø / 17.6°S 30.6°Ø